# 洛奇穆爾水道莊園 (佛羅里達州)
洛奇穆爾水道莊園（英語：Lochmoor Waterway Estates）是位於美國佛羅里達州李縣的一個人口普查指定地區。

## 地理
洛奇穆爾水道莊園的座標為26°38′46″N 81°54′47″W / 26.64611°N 81.91306°W，而該地最高點為海拔高度1米（即3英尺）。

## 人口
根據2010年美國人口普查的數據，洛奇穆爾水道莊園的面積為7.20平方千米，當中陸地面積為5.80平方千米，而水域面積為1.40平方千米。當地共有人口100134人，而人口密度為每平方千米13,907人。